# みすず学苑
みすず学苑（）は、首都圏に12校舎を展開する大学受験予備校である。学苑長は半田晴久（神道系新宗教ワールドメイト教祖の深見東州）。運営元は、半田が代表の株式会社ミスズ。学校法人ではない。半田が率いる中小企業の一つである。

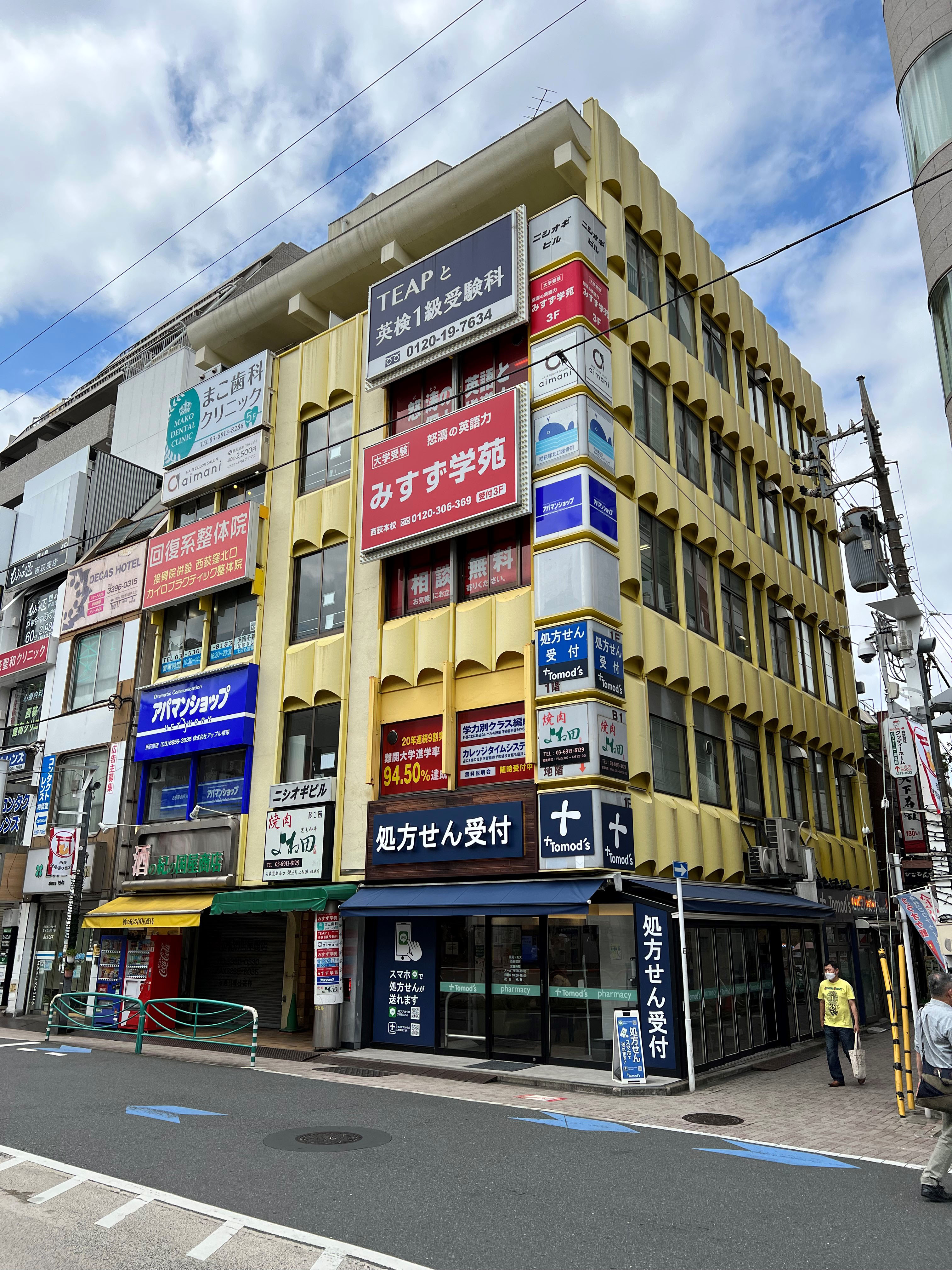
西荻本校が入居する西荻窪駅前のニシオギビル

キャッチコピーは「怒濤の英語と個人指導」、「怒濤の英語力」である。

## 沿革
1978年、学苑長を務める深見東州こと半田晴久によって杉並区西荻窪の駅前に大学受験塾として設立された。設立当初の名称は「三十鈴学苑」だった。東京都内に西荻本校を含め上野、立川、吉祥寺の4校舎、埼玉県内では南浦和、大宮、所沢、川越の4校舎、千葉県内に千葉、松戸、柏の3校舎、そして神奈川県内に横浜校の合計12校舎を展開している。従業員数は1995年時点で30人程度、講師陣も入れると数百人規模で、3000人ほどの生徒がいた。2014年3月で中学部は廃止した。

## システム
「怒濤の英語力」「1クラス平均20名」「難関校合格主義」「学力別クラス編成」「カレッジタイムシステム」の5つを特徴に掲げている。毎週の「カレッジタイム」では、講師からマンツーマンで指導を受ける。
授業は講師が随時質問して対話をする対話型である。学苑長の半田によると、「明るくて面白く、いつの間にか勉強時間を2倍にし、学習量を3倍にする、既成観念の枠を超えた指導」がコンセプトであるという。また、声を出して覚える音読学習や口頭テストも指導方針の一つとし、暗記科目は、居残りテストや対面式口頭テストも行い、基礎を重視した指導をしているという。毎回の授業の冒頭に確認テストを行い、合格点をとるまで追試を受けるシステムである。

## 出版
みすず学苑中央教育研究所を設立し、大学別の入試問題の解き方と出題傾向を分析した過去問題集を出版している。本番と同じレイアウト構成であることなどをコンセプトとして掲げている。対象学部は医学部・獣医学部・歯学部・薬学部であり、医学部は過去10年、他の学部は過去6年の問題を収録している。

## CMについて
みすず学苑のCMは他の予備校とは一線を画したユニークな内容で知られ、学苑側も自らCMへのこだわりを明かしている。
ヤマトタケルなどに扮した人物がダジャレを発言し、最後にナレーターが「怒濤の合格みすず学苑」を3回連呼（ただし3回目は「怒濤の合格」のみ）して締めるのが主なパターンである。
過去にハローキティをイメージキャラクターに起用していた時期があった。

## 関連人物
- 北村一輝 - 2003年のキャンペーンCMに、聖徳太子役、関羽役、ヤマトタケルの3役で出演した[20]。
- 椿鬼奴 - 2024年のキャンペーンCMにヤマトタケル役で出演。みすず学苑の卒業生である[21]。